# Yamagata Shinkansen

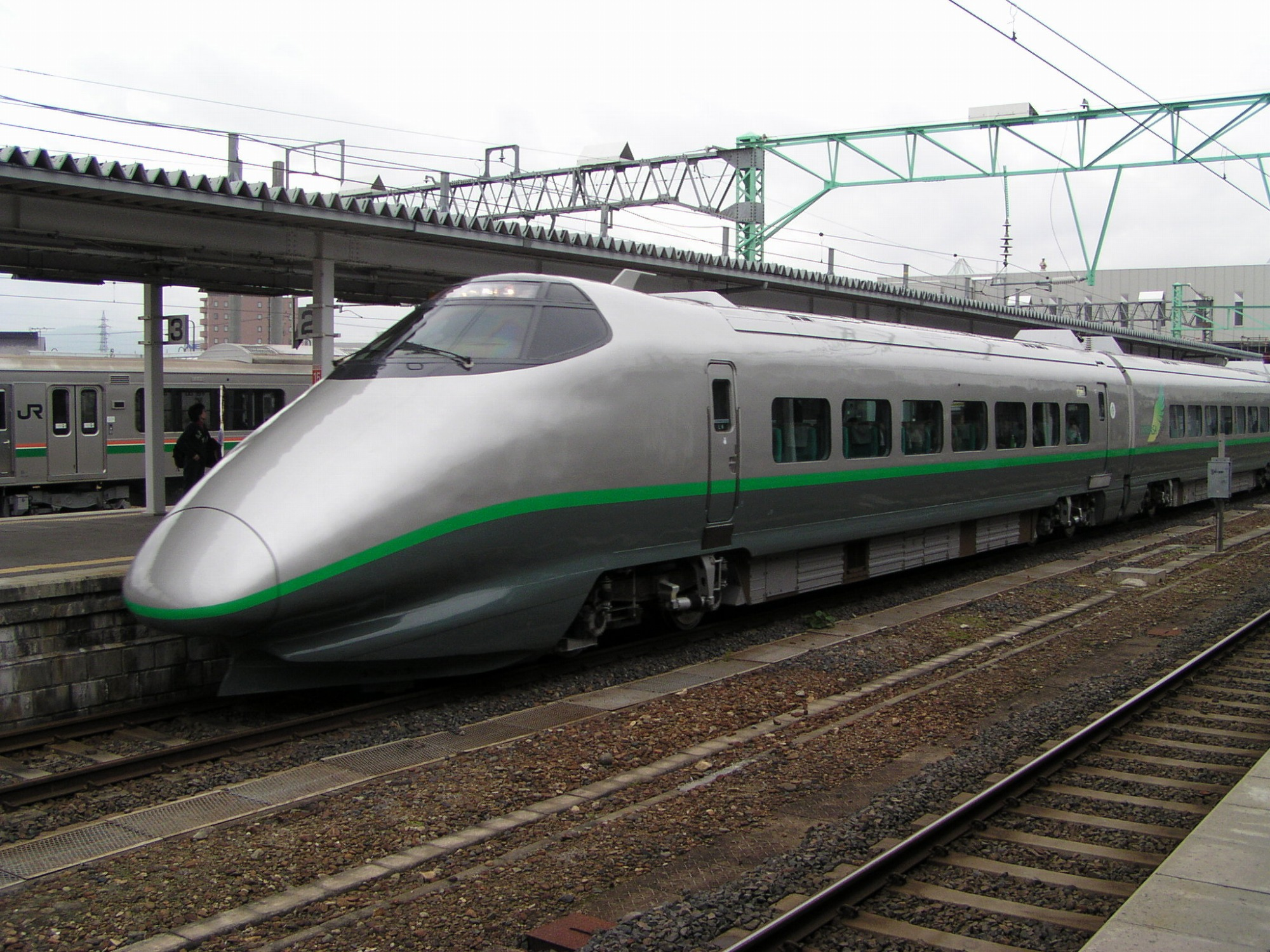
Um comboio Shinkansen da série entra na estação de Utsunomiya com o serviço Tsubasa 113 até Shinjō. Um comboio da série E4 Max Yamabiko é-lhe acoplado na traseira.

A linha Yamagata Shinkansen (山形新幹線) é uma linha Mini-Shinkansen na ilha de Honshū, no Japão, e é parte da companhia de caminhos de ferro JR East. Fornece um serviço entre a estação de Tóquio e a estação de Shinjō (na cidade de Shinjō na prefeitura de Yamagata) nos mesmos carrís da linha Tōhoku Shinkansen e na linha principal Ōu. O troço entre Fukushima e Yamagata abriu a 1 de Julho de 1992, e a extensão para Shinjō abriu a 4 de Dezembro de 1999. O termo Yamagata Shinkansen refere-se ao segmento que liga a estação de Fukushima (na cidade de Fukushima, na prefeitura de Fukushima e a estação de Shinjō.
Os comboios consistem em 7 carruagens, sendo usadas unidades da série 400 e E3. Entre a estação de Tóquio e a estação de Fukushima, os comboios circulam acoplados a comboios Yamabiko na linha Tōhoku Shinkansen. Entre Fukushima e Shinjō os comboios circulam separadamente.